# A helytartó (színmű)
A helytartó (Der Stellvertreter) Rolf Hochhuth 1963-ban bemutatott színdarabja.

## Fogadtatása
1963. február 20-án mutatta be a Nyugat-Berlini Theater am Kurfürstendamm Erwin Piscator rendezésében. A mű ősbemutatója színházi előadások esetében ritka éles botrányt okozott, tüntetéseket és rágalomhadjáratot váltott ki, sokan a katolicizmus elleni uszításnak tekintették. Pedig Hochhuthot saját kijelentése szerint éppen őszinte vallásos meggyőződése késztette arra, hogy darabjával felrázza a világ lelkiismeretét.
Történelmi tény a konkordátum, amelyet a római katolikus egyház 1933-ban kötött a náci Németországgal, és amelyet XII. Piusz pápa, „a helytartó” nem volt hajlandó felbontani. Hochhuth darabja úgy mutatja be, hogy a pápa tudott a tömeges zsidóirtásról, és valódi lehetősége lett volna arra, hogy határozott fellépésével közbelépjen. Hochhuth szerint tehát személyes felelőssége vitathatatlan.
A helytartó nagy színpadi sikert aratott világszerte mindenütt, ahol bemutatták, mert mind az íróilag hitelesen megformált valóságos (mint például Kurt Gerstein SS-Obersturmführer), mind a kitalált alakok magas hőfokú hatásos szituációkban jelennek meg. Gerstein csak azért lett SS-tiszt, hogy élete mindennapos kockáztatásával is segíteni próbálja az üldözötteket. Ricardo Fontana, a Gersteinnel szövetkező fiatal pap: kitalált figura. Fontana bejut a pápához, de hiába érvel. A római zsidók egy transzportjával önként Auschwitzba megy és a gázkamrában végzi. Krisztus felkent helytartója helyett ez az egyszerű pap válik Krisztus igazi helytartójává.
A mű teljes előadása mintegy nyolc óra lenne, ezért rövidített változatait játsszák, így például franciául Jorge Semprún átdolgozását.
A darabból Costa-Gavras készített filmet Ámen (2002) címmel.